# Belagerung von Verdun
1792

Porrentruy – Marquain – Quiévrain – Verdun – Thionville – Valmy – Lille – Mainz (1792) – Jemappes
1793

Aldenhoven I – Namur – Neerwinden – Mainz (1793) – Famars – Valenciennes (1793) – Arlon (1793) – Hondschoote – Meribel – Avesnes-le-Sec – Pirmasens – Toulon – Fontenay-le-Comte – Cholet – Lucon – Trouillas – Dünkirchen – Le Quesnoy – Menin I – Wattignies – Weißenburg I – Biesingen – Kaiserslautern I – Weißenburg II
1794

Boulou – Landrecis – Menin II – Mouscron – Martinique – Guadeloupe – Tourcoing – Tournai – Kaiserslautern II – San-Lorenzo de la Muga – 13. Prairial – Fleurus – Kaiserslautern III – Vosges – Aldenhoven II
1795

Cornwallis’ Rückzug – Genua – Groix – Hyeres – Handschuhsheim – Mainz (1795) – Mannheim – Loano
1796

Montenotte – Millesimo – Dego – Mondovì – Lodi – Borghetto – Castiglione – Mantua – Siegburg – Altenkirchen – Wetzlar – Kircheib – Kehl – Kalteiche – Friedberg  – Malsch – Neresheim – Sulzbach – Deining – Amberg – Würzburg – Neufundland – Rovereto – Bassano – Limburg – Biberach I – Emmendingen – Schliengen – Caldiero – Arcole – Irland
1797

Fall von Kehl – Rivoli (1797) – St. Vincent – Diersheim – Santa Cruz – Neuwied – Camperduin
Die Belagerung von Verdun fand zwischen dem 29. August und dem 2. September 1792 durch alliierte Truppen während des Ersten Koalitionskrieges statt. Sie endete mit einem alliierten Sieg und der raschen Übergabe der Stadt. Die Furcht vor dem Fall beziehungsweise die Nachricht von der Übergabe trugen zur Radikalisierung in Paris bei, die in die Septembermorde mündete.

## Vorgeschichte
Die Alliierten hofften vor ihrem Einmarsch nach Frankreich auf einen schnellen Sieg. Der Oberbefehlshaber Karl Wilhelm Ferdinand Herzog von Braunschweig-Wolfenbüttel fachte mit seinem Manifest vom 25. Juli 1792, in dem er mit der völligen Vernichtung von Paris drohte, sollte der königlichen Familie ein Leid geschehen, die revolutionäre Dynamik neu an und trug so dazu bei, dass die Vorherrschaft der Girondisten unter radikalen Druck geriet.
Nach der am 23. August erreichten Einnahme der Festung Longwy marschierten die überwiegend preußischen Truppen unter dem Herzog von Braunschweig in einer Stärke von etwa 50.000 Mann nach Verdun. Ziel war es die Vereinigung von Charles-François Dumouriez und François-Christophe Kellermann zu verhindern. Auf dem äußersten linken Flügel hatte der Fürst von Hohenlohe schon am 8. August Landau eingeschlossen und hatte Befehl dann gegen Thionville vorzugehen. Zudem hatten etwa 15.000 Österreicher unter Graf Clerfait aus Luxemburg vorzurücken, und sich dem rechten Flügel der Preußen anzuschließen. Das österreichische Hilfskorps nahm die Festung Montmédy ein, besetzte Stenay und schob seine Avantgarde auf das linke Ufer der Maas vor.
Nachdem Verdun 1552 (endgültig 1648) an Frankreich gefallen war, wurde die Stadt befestigt. Insbesondere Sébastien Le Prestre de Vauban baute Ende des 17. Jahrhunderts die Zitadelle und die Verteidigung der Stadt selbst aus. Insgesamt aber wurde die Befestigung der Stadt von den Alliierten als nicht sehr stark angesehen. Der Besitz der Stadt versprach einen guten Übergang über die Maas und einen rückwärtigen Stützpunkt beim weiteren Vormarsch. Von einer Annäherung an Paris erhoffte sich der Herzog von Braunschweig eine antirevolutionäre Bewegung und ein Überlaufen königstreuer Truppen. Außerdem war die Erinnerung an den Verlust der früher zum Reich gehörigen Fürstbistümer Verdun, Toul und Metz am Ende des Dreißigjährigen Krieges noch nicht vergessen. Johann Wolfgang von Goethe war als Begleiter von Carl August, dem Herzog von Sachsen-Weimar, Augenzeuge der Belagerung.

## Verlauf

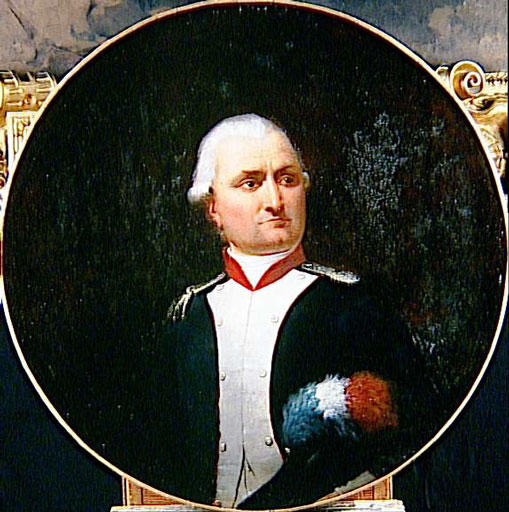
Nicolas-Joseph Beaurepaire (Gemälde von Raymond Monvoisin 1834)

Nach der Ankunft der Armee wurde die Stadt völlig eingeschlossen. Auf eine längere Verteidigung war die Festung nicht vorbereitet. Die Festungsanlagen waren in einem schlechten Zustand. Die Besatzung war etwa 3500 Mann stark. Sie bestand aus drei Bataillonen Linieninfanterie, einigen Einheiten der Nationalgarde und rasch bewaffneten Bauern. Der Gouverneur Colonel Nicolas-Joseph Beaurepaire war allerdings entschlossen, lange Widerstand zu leisten. Am 31. August wurden die Belagerten vergeblich zu Übergabe aufgefordert.
Daraufhin wurden drei Artilleriebatterien in Stellung gebracht und Verdun wurde, wie Goethe berichtete, in der Nacht mit Brandgeschossen bombardiert. Durch den Beschuss geriet ein Stadtviertel in Brand. Bei Tagesanbruch nahm das Abwehrfeuer zu. In einem Brief an Christiane Vulpius vom 2. September 1792 schrieb Goethe: „Die Stadt wollte sich nicht ergeben und ist gestern Nacht beschossen worden. Es ist ein schrecklicher Anblick und man möchte sich nicht denken, dass man was liebes darin hätte. Heute wird sie sich ergeben und die Armee weiter nach Paris ziehen.“ Am 1. September wurde die Besatzung erneut zur Übergabe aufgefordert. Der Gouverneur verlangte, weiter Widerstand zu leisten. Dagegen wandten sich die Bürger und der Stadtrat. Der Gouverneur sah sich gezwungen einem Waffenstillstand zuzustimmen. Später fand man ihn durch eine Kugel getötet auf. Ob er sich das Leben genommen hatte oder getötet wurde, ist unklar. Die Besatzung kapitulierte am 2. September. Die Truppen erhielten freien Abzug und vereinigten sich kurze Zeit später mit anderen Einheiten.
Goethe berichtete in seiner Schrift Campagne in Frankreich 1792 über den als Selbstmord aufgefassten Tod des Stadtgouverneurs und auch über den Angriff eines Soldaten auf die einziehenden preußischen Soldaten. Bevor er ergriffen werden konnte, sprang der Schütze von einer Brücke in die Maas und wurde tot herausgezogen. Goethe bezeichnete diese Episoden als heroisch und fasste sie als einen „republikanischen Charakterzug“ auf. Von der Festung Verdun fertigte Goethe eine Aquarellskizze an.

## Folgen
In Paris löste die Furcht vor einem Fall der Festung die Angst vor einer raschen Ankunft der Alliierten aus. Georges Danton rief in einer berühmten Rede dazu auf, zu den Waffen zu greifen. Tatsächlich bereitete sich die Stadt durch Befestigungsarbeiten und die Aufstellung von Freiwilligeneinheiten auf einen Angriff vor. Die Übergabe von Verdun erklärte man sich mit Kollaboration mit dem Feind. Gleichzeitig trug die Bedrohung dazu bei, dass der revolutionäre Terror, den Jean Paul Marat und andere längst gefordert hatten, Realität wurde. Die Entwicklung mündete in die Septembermorde von 1792.
Die Alliierten marschierten, anders als erwartet, nicht direkt auf Paris, sondern blieben zunächst stehen. Erst am 11. September setzte sich Braunschweig in Bewegung, um bei Grandpré über die Ardennen zu gehen. Dadurch hatten Dumouriez und Kellermann Gelegenheit, eine starke französische Armee zusammenzuziehen. In der Kanonade von Valmy endete am 20. September der Vormarsch der Alliierten. Während die Preußen sich im Oktober über die Reichsgrenze zurückzogen, nahmen die Franzosen Verdun am 14. Oktober wieder ein. Hunderte erkrankte preußische Soldaten waren in den Lazaretten zurückgeblieben. Frankreich hatte zuvor ihre unbehelligte Heimkehr nach der Genesung zugesichert. Die Zusage wurde eingehalten.